# Klient (počítače)
Klient je v informatice komponenta architektury klient–server, jež vytváří uživatelské rozhraní. Jedná se o program, který ke své plnohodnotné, ne-li také základní, funkcionalitě vyžaduje součinnost jiného programu. Vzhledem k tomu, že model klient–server má síťový podtext, se softwarový klient často chápe jako brána ke službě poskytované jiným uzlem v počítačové síti, často internetu; takový uzel se pak nazývá serverem a předmětná služba označuje přívlastkem vzdálená.
Z dobře známých klientů lze jmenovat webové prohlížeče, aplikace pro výběr a tvorbu elektronické pošty nebo klienty služeb typu instant messaging. Ač to může zavánět rozporem, patří sem i programy zajišťující účast uživatele v peer–to–peer sítích, ustavovaných za účelem sdílení velkých objemů dat. Tyto sítě totiž mají své centrální body, které účastníky seznamují (např. u BitTorrentu se jde o tzv. tracker servery).

## Historie
Termín klient se v informatice a výpočetní technice původně používal k označení počítačového systému, který nebyl schopen provozovat jeho majitelem požadované softwarové vybavení samostatně, ale disponoval dostatečnou, to především hardwarovou, výbavou na to, aby mohl vytvořit kýžené uživatelské rozhraní; zpracování dat posléze prováděl skrze počítačovou síť dosažitelný jiný výpočetní systém, o kterém se říkávalo, že na něm aplikace je spuštěna nebo běží. Pravděpodobně z důvodu elegantního rozdělení softwaru na část, která data ukládá a vyhodnocuje, a část, která zprostředkovává jejich vstup a výstup, se od titulování programů pojmy klient a server v pozdější historii nepřestalo ustupovat.

## Typy klientů
Softwarové klienty se člení na obsáhlé, tenké a hybridní. Vlastnosti rozhodující o kategorizaci vystihuje následující tabulka:
|                 | Místní úložiště | Místní zpracování |
| Obsáhlý klient  | Ano             | Ano               |
| Hybridní klient | Ne              | Ano               |
| Tenký klient    | Ne              | Ne                |

### Obsáhlý klient
Obsáhlý klient (anglicky fat client, rich client nebo thick client) provádí všechny požadované (v softwarovém návrhu vytyčené) operace sám — není závislý na konektivitě se serverem. Smyslem jeho spolupráce se serverem je synchronizace dat.
Vývojová prostředí pro tvorbu obsáhlého klienta jsou typicky charakterizována pojmy CURL, Delphi, Droplets, Javu, .NET, Win32 nebo X11.

### Tenký klient
Tenký klient (anglicky thin client) využívá především systémové prostředky hostitelského počítače. Jeho agendou je víceméně jen prezentovat data poskytovaná aplikačním serverem, který vykonává převážnou část všech vyžadovaných operací. Výhodou takového řešení je vysoká ovladatelnost a pružnost.
Tenké klienty jsou zpravidla produkty technologií JavaScript/AJAX, Active Server Pages (ASP), JavaServer Pages (JSP), Django, PHP, Flash, Flex nebo Silverlight.

### Hybridní klient
Hybridní klient (anglicky hybrid client) je klient, který nesplňuje definice obsáhlého ani tenkého klienta — v některých klíčových operacích si vystačí sám, v jiných se neobejde bez interakce se serverem. Jako příklad lze uvést aplikaci nabízející čtení i zápis dat, která ze serveru načte statistický soubor a umožní nad ním provádět výpočty, aniž by tím vyvolávala požadavky, zvané též dotazy, na server, ale bez interakce se serverem tento soubor nedovolí rozšířit.

## Jiné významy
Na poli informatiky a výpočetní techniky bylo slovo klient z aplikačního uspořádání klient–server přejato do dalších významů.

### Klasifikace distribucí operačních systémů
Od terminologie klientských a serverových programů bylo odvozeno názvosloví pro diferenciaci distribucí operačních systémů určených pro provoz obou těchto skupin programů. Hovoříme tak o operačních systémech klientských a operačních systémech serverových. I když nelze popřít, že pro běh serveru (hostujícího více démonů) je vhodné odlišné nastavení operačního systému, resp. jeho jádra, než pro provoz osobního počítače (kupř. konfigurace frekvence střídání procesů na procesoru, s jejímž růstem je snižována odezva, ale ztrácen výpočetní výkon), toto rozdělení se uplatňuje hlavně kvůli možnosti rámcového popisu aplikační výbavy jednotlivých produktů.
Dělení operačních systémů na klientské a serverové je příznačné např. pro operační systémy firmy Microsoft, v názvech jejíchž serverových operačních systémů se nachází slovo „Server“ (kupř. Windows 2000 Server, Windows Server 2003, Windows Server 2008). Klientské operační systémy Microsoftu, nazývané spíše operační systémy pro pracovní stanice, ve svých pojmenováních žádný zvláštní výraz, který by je takto vyčlenil, nenesou.